# Ménfői csata

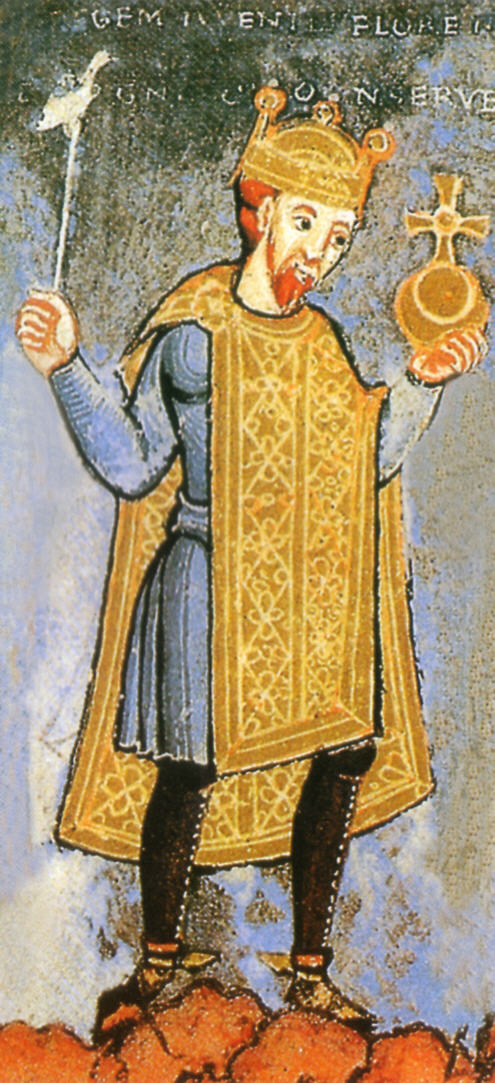
III. Henrik német-római császár

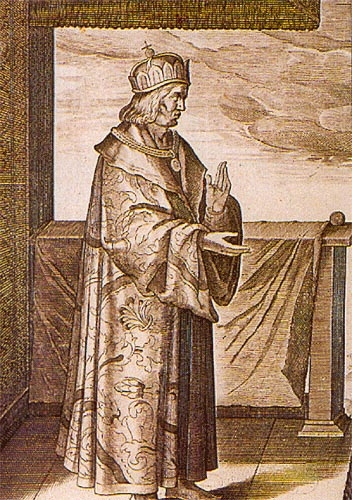
Sámuel magyar király magyar király

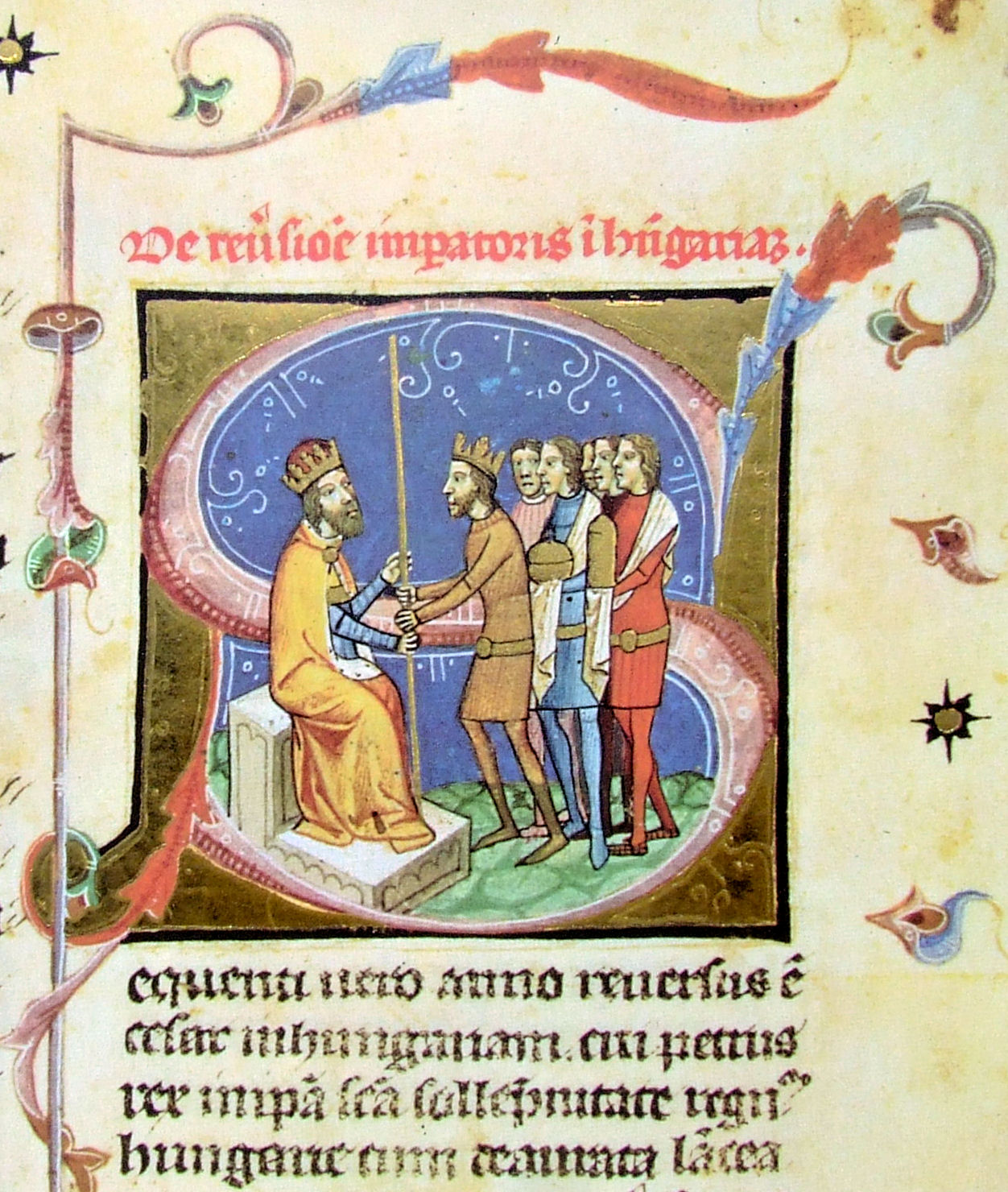
Orseolo Péter hűbérül adja Magyarországot III. Henrik német-római császárnak

A ménfői csata 1044-ben a ménfői csatatéren zajlott magyar és német seregek között, és a magyarok vereségével végződött. Sámuel magyar király a csatatérről elmenekült, de menekülés közben elfogták és megölték.

## Előzmények
1041-ben a magyar főurak körében összeesküvés és lázadás tört ki Orseolo Péter ellen, és Aba ispánt, keresztény nevén Sámuelt választották meg maguk közül királynak. Péter azonban időben elmenekült az országból korábbi ellensége, III. Henrik udvarába. Henrik a Magyar Királyságban kitört trónviszályt arra próbálta meg felhasználni, hogy visszavágjon az 1030-ban elszenvedett veszteségekért és Magyarországot a Német-római Császárság hűbéresévé tegye, ezért támogatta Pétert a trón visszaszerzésében.
Sámuel először követek útján békét próbált kötni a III. Henrikkel, majd ennek a próbálkozásnak a kudarca után, 1042-ben betört az osztrák és karantán területekre, hogy felégesse Henrik csapatai előtt a felvonulási területet. Zsákmánnyal és foglyokkal visszavonuló csapatait azonban megtámadták és szétverték. Ezután Henrik csapatai a Dunától északra törtek be az országba és elfoglalták Nyitrát, azonban Henrik kivonulása után Sámuel visszafoglalta a területet.
1043-ban Sámuel újabb sikertelen békekötési kísérlete után Henrik és Péter csapatai újra támadtak, most azonban a Dunától délre, de a támadás elakadt a mocsaras területen. Aba ekkor újabb békeajánlatában lemondott az 1030-ban elfoglalt Lajta és Fischa közötti területről, illetve Morva-mezőről, az így megkötött béke azonban jelentősen hozzájárult itthoni népszerűsége elvesztéséhez az őt megválasztó főurak körében.
A népszerűségvesztés következtében kialakuló újabb összeesküvésnek és lázadásnak Sámuel véres leszámolással igyekezett elejét venni, Kézai Simon krónikája szerint 50 összeesküvéssel gyanúsított főurat csapdába csalt és híveivel lekaszaboltatott. A leszámolást III. Henrik ürügyként használta fel az előző évben megkötött béke megszegésére és az újabb német támadásra.

## A csata menete
1044-ben III. Henrik és Péter csapatai ugyanazon az útvonalon támadtak, mint előző évben, azonban most a német oldalon harcoló magyarok segítették a mocsaras területeken történő átkelést, és így a sereg gond nélkül át tudott kelni a gázlókon. Aba Győr alatt, Ménfőnél próbálta feltartóztatni a német sereget. A német és magyar sereg létszáma megközelítőleg azonos lehetett, azonban a német oldalon harcoltak magyarok is és Aba serege nem volt egységes, mert az őt megválasztó főurak egy része már újra inkább Péter pártján állt. A csata kimenetelét illetően ez utóbbi tényező döntőnek bizonyult, mert Aba seregének egy része megfutamodott, ezért Abának menekülnie kellett a csatatérről.

## Következmények
Abát menekülés közben egy faluban elfogták és megölték, így Péter - Henrik támogatásával - bevonult Fehérvárra és újra elfoglalta a magyar trónt.

## Lásd még
- A ménfői csata a Képes krónikában